# Senatori dell'Arizona
L'Arizona è entrata a far parte degli Stati Uniti d'America a partire dal 14 febbraio 1912. Come tutti gli stati è rappresentato da due senatori; quelli dell'Arizona appartengono alle classi 1 e 3. Gli attuali senatori sono i democratici Ruben Gallego e Mark Kelly.

## Elenco

### Classe 1
| N. | Foto | Senatore         | Partito      | Partito      | Carica         | Carica         | Congresso                                                                | Mandati | Elezioni                                                      |
| N. | Foto | Senatore         | Partito      | Partito      | Inizio         | Termine        | Congresso                                                                | Mandati | Elezioni                                                      |
| -- | ---- | ---------------- | ------------ | ------------ | -------------- | -------------- | ------------------------------------------------------------------------ | ------- | ------------------------------------------------------------- |
| 1  |      | Henry F. Ashurst |              | Democratico  | 27 marzo 1912  | 3 gennaio 1941 | 62 · 63 · 64 · 65 · 66 · 67 · 68 · 69 · 70 · 71 · 72 · 73 · 74 · 75 · 76 | 5       | 1912 · 1916 · 1922 · 1928 · 1934 Non ottenne la ricandidatura |
| 2  |      | Ernest McFarland |              | Democratico  | 3 gennaio 1941 | 3 gennaio 1953 | 77 · 78 · 79 · 80 · 81 · 82                                              | 2       | 1940 · 1946 Perse la rielezione                               |
| 3  |      | Barry Goldwater  |              | Repubblicano | 3 gennaio 1953 | 3 gennaio 1965 | 83 · 84 · 85 · 86 · 87 · 88                                              | 2       | 1952 · 1958 Candidatosi alle elezioni presidenziali           |
| 4  |      | Paul Fannin      |              | Repubblicano | 3 gennaio 1965 | 3 gennaio 1977 | 89 · 90 · 91 · 92 · 93 · 94                                              | 2       | 1964 · 1970 Non ricandidatosi                                 |
| 5  |      | Dennis DeConcini |              | Democratico  | 3 gennaio 1977 | 3 gennaio 1995 | 95 · 96 · 97 · 98 · 99 · 100 · 101 · 102 · 103                           | 3       | 1976 · 1982 · 1988 Non ricandidatosi                          |
| 6  |      | Jon Kyl          |              | Repubblicano | 3 gennaio 1995 | 3 gennaio 2013 | 104 · 105 · 106 · 107 · 108 · 109 · 110 · 111 · 112                      | 3       | 1994 · 2000 · 2006 Non ricandidatosi                          |
| 7  |      | Jeff Flake       |              | Repubblicano | 3 gennaio 2013 | 3 gennaio 2019 | 113 · 114 · 115                                                          | 1       | 2012 Non ricandidatosi                                        |
| 8  |      | Kyrsten Sinema   |              | Democratico  | 3 gennaio 2019 | 3 gennaio 2025 | 116 · 117                                                                | 1       | 2018 Non ricandidatasi                                        |
| 8  |      | Kyrsten Sinema   | Indipendente | 118          | 3 gennaio 2019 | 3 gennaio 2025 |                                                                          | 1       | 2018 Non ricandidatasi                                        |
| 9  |      | Ruben Gallego    |              | Democratico  | 3 gennaio 2025 | in carica      | 119                                                                      | 1       | 2024                                                          |

### Classe 3
| N.      | Foto    | Senatore         | Partito | Partito      | Carica           | Carica           | Congresso                                                                                              | Mandati | Elezioni                                                         |
| N.      | Foto    | Senatore         | Partito | Partito      | Inizio           | Termine          | Congresso                                                                                              | Mandati | Elezioni                                                         |
| ------- | ------- | ---------------- | ------- | ------------ | ---------------- | ---------------- | --- | ------- | ---------------------------------------------------------------- |
| 1       |         | Marcus A. Smith  |         | Democratico  | 27 marzo 1912    | 3 gennaio 1921   | 62 · 63 · 64 · 65 · 66                                                                                 | 2       | 1912 · 1914 Perse la rielezione                                  |
| 2       |         | Ralph H. Cameron |         | Repubblicano | 4 marzo 1921     | 3 marzo 1927     | 67 · 68 · 69                                                                                           | 1       | 1920 Perse la rielezione                                         |
| 3       |         | Carl Hayden      |         | Democratico  | 4 marzo 1927     | 3 gennaio 1969   | 70 · 71 · 72 · 73 · 74 · 75 · 76 · 77 · 78 · 79 · 80 · 81 · 82 · 83 · 84 · 85 · 86 · 87 · 88 · 89 · 90 | 7       | 1926 · 1932 · 1938 · 1944 · 1950 · 1956 · 1962 Non ricandidatosi |
| 4       |         | Barry Goldwater  |         | Repubblicano | 3 gennaio 1969   | 3 gennaio 1987   | 91 · 92 · 93 · 94 · 95 · 96 · 97 · 98 · 99                                                             | 3       | 1968 · 1974 · 1980 Non ricandidatosi                             |
| 5       |         | John McCain      |         | Repubblicano | 3 gennaio 1987   | 25 agosto 2018   | 100 · 101 · 102 · 103 · 104 · 105 · 106 · 107 · 108 · 109 · 110 · 111 · 112 · 113 · 114 · 115          | 5 1⁄2   | 1986 · 1992 · 1998 · 2004 · 2010 · 2016 Deceduto                 |
| Vacante | Vacante | Vacante          | Vacante | Vacante      | 25 agosto 2018   | 4 settembre 2018 | 115 |         |                                                                  |
| 6       |         | Jon Kyl          |         | Repubblicano | 4 settembre 2018 | 31 dicembre 2018 | 115 | 1⁄2     | Nominato per continuare il mandato di McCain Dimessosi           |
| 7       |         | Martha McSally   |         | Repubblicano | 3 gennaio 2019   | 2 dicembre 2020  | 116 | 1⁄2     | Nominata per succedere a Kyl Perse la rielezione                 |
| 8       |         | Mark Kelly       |         | Democratico  | 2 dicembre 2020  | in carica        | 117 · 118 · 119                                                                                        | 1       | Eletto per terminare il mandato di McCain · 2022                 |